# Demadiana
Demadiana là một chi nhện trong họ Araneidae.

## Các loài
THeo phân loại của The World Spider Cataloge 12.0:
- Demadiana cerula (Simon, 1908)
- Demadiana complicata Framenau, Scharff & Harvey, 2010
- Demadiana diabolus Framenau, Scharff & Harvey, 2010
- Demadiana millidgei Framenau, Scharff & Harvey, 2010
- Demadiana simplex (Karsch, 1878)